# Survivor: Heroes vs. Villains
Survivor: Heroes vs. Villains é a vigésima temporada do reality show americano Survivor, com o primeiro episódio da temporada, de duas horas de duração, indo ao ar no dia 11 de fevereiro de 2010.
Diferentemente das temporadas passadas, desta vez não houve uma pausa entre temporadas e a vigésima temporada começou suas gravações 20 dias após o término de gravações de Survivor: Samoa, para aproveitar a infraestrutura já existente da temporada anterior. A seleção dos participantes, para Heróis contra Vilões ocorreu ao mesmo tempo que Survivor: Samoa, ou seja, entre janeiro e abril de 2009.
"Heróis vs. Vilões" apresenta 10 antigos participantes conhecidos pela sua honra, coragem e integridade, os Heróis, e 10 antigos participantes conhecidos pela sua decepção, manipulação e atos de enganação, os Vilões. O elenco foi oficialmente anunciado durante o 36º People's Choice Awards em 6 de janeiro de 2010. Jeff Probst, o apresentador do programa, declarou que eles queriam fazer outra temporada com ex-participantes em comemoração aos 10 anos do programa e a 20ª temporada, mas eles não queriam fazer outra temporada All-Stars; se baseando nos participantes mais populares, então eles perceberam que esses participantes foram considerados pelo público como heróis ou vilões de suas temporadas, e decidiram fazer disso o tema da temporada. De acordo com Jeff Probst, a produção escolheu inicialmente 50 jogadores das temporadas anteriores e destes, selecionaram vinte pessoas para uma nova participação, tendo o cuidado de reservar uma vaga para algum possível jogador de Survivor: Samoa. Algumas das escolhas foram feitas para unir jogadores que o público queria assistir, de acordo com o diretor de elenco Lynne Spillman. Embora os jogadores tenham sido previamente classificados e divididos como Heróis ou Vilões, o criador de Survivor, Mark Burnett não esperava que os jogadores mantivessem essas classificações durante o jogo, e façam tudo para sobreviver até o fim. Nesta temporada, o antigo slogan "Outwit, Outplay, Outlast", foi substituído pelo slogan "Return, Revenge, Redemption".

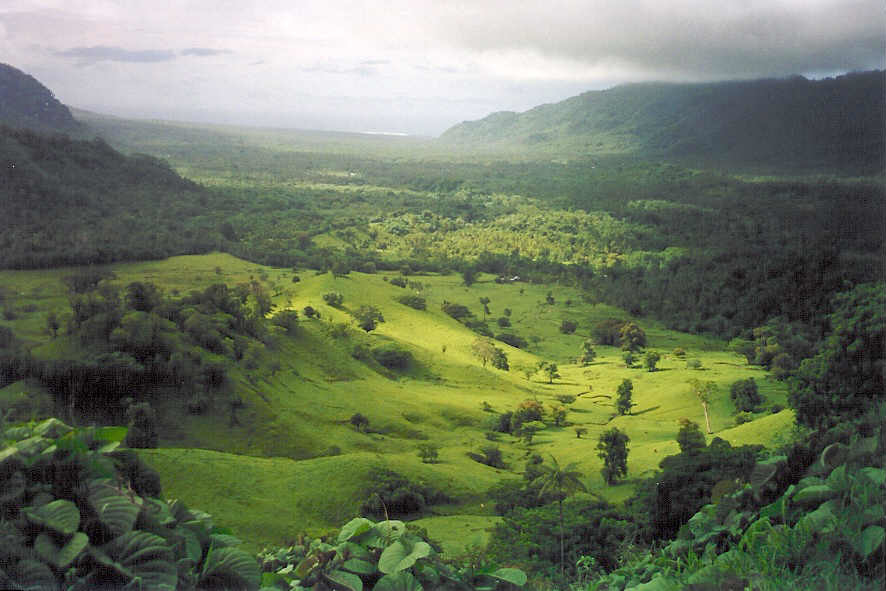
Vista da Ilha Upolu – Samoa: local onde foi gravado Survivor: Heroes vs Villains

Todos os desafios desta temporada foram baseados em desafios feitos nas temporadas passadas. Por ter sido gravada imediatamente após o término das gravações de Survivor: Samoa, os outros competidores da vigésima temporada não tiveram a oportunidade de acompanhar o estilo de jogo de Russell Hantz em sua primeira participação, entretanto, os competidores foram avisados pela produção, antes do início da temporada, de que Hantz era considerado um dos cinco vilões mais notórios de todos os tempos.
O terremoto e tsunami de Samoa em 2009 ocorreu pouco tempo depois da filmagem desta temporada; uma porta-voz da CBS declarou que ninguém da equipe foi atingido por isso.
Richard Hatch, vencedor da primeira temporada, Survivor: Borneo, foi convidado para voltar nesta temporada. Entretanto, ele tinha que fazer uma solicitação para sair do país já que estava em prisão domiciliar. A solicitação foi recusada por um juiz federal em Rhode Island. Jeff Probst revelou que Corinne Kaplan de Survivor: Gabon e Shane Powers de Survivor: Panama foram convidados para voltar, mas Corinne recusou devido ao comprometimento com o trabalho, já Shane foi substituído por Russell Hantz de Survivor: Samoa. Yau-Man Chan de Survivor: Fiji e Micronesia foi convidado para um retorno, mas recusou a oferta. Posteriormente, Jeff Probst revelou em uma entrevista que os produtores da série gostariam da volta de Elisabeth Hasselbeck de Survivor: The Australian Outback e Colleen Haskell de Survivor: Borneo, mas nenhuma aceitou o convite.
No episódio final da temporada, Sandra Diaz-Twine derrotou Parvati Shallow e Russell Hantz com uma votação de 6-3-0 votos, respectivamente, fazendo dela a primeira e única participante a ganhar duas vezes o programa. Russell foi eleito pelos fãs o jogador mais popular da temporada, derrotando Rupert Boneham e ganhado o prêmio de cem mil dólares.

## Participantes
- Amanda Kimmel - 25 anos - Kalispell, Montana
- Benjamin "Coach" Wade - 37 anos - Susanville, Califórnia
- Cirie Fields - 39 anos – Jersey City, Nova Jérsei
- Colby Donaldson - 35 anos - Christoval, Texas
- Courtney Yates - 28 anos - Boston, Massachusetts
- Danielle DiLorenzo - 28 anos - Boston, Massachusetts
- James "J.T." Thomas, Jr. - 25 anos - Samson, Alabama
- James Clement - 32 anos - Lafayette, Louisiana
- Jessica "Sugar" Kiper - 30 anos - Los Angeles, Califórnia
- Jerri Manthey - 38 anos – Los Angeles, Califórnia
- Candice Woodcock - 26 anos - Fayeteville, Carolina do Norte
- Parvati Shallow - 26 anos - Atlanta, Georgia
- Randy Bailey - 50 anos - Austin, Texas
- Rob "Boston Rob" Mariano - 33 anos - Boston, Massachusetts
- Rupert Boneham - 45 anos - Indianapolis, Indiana
- Russell Hantz - 36 anos - Dayton, Texas
- Sandra Diaz-Twine - 35 anos - Stamford, Connecticut
- Stephenie LaGrossa - 29 anos - Briarcliff, Pensilvânia
- Tom Westman - 45 anos – Long Island, Nova Iorque
- Tyson Apostol - 30 anos - Lindon, Utah

## O Jogo
| Participante                                       | Tribo Original | Tribo Pós-Fusão | Colocação Final                        | Total de Votos |
| -------------------------------------------------- | -------------- | --------------- | -------------------------------------- | -------------- |
| Jessica "Sugar" Kiper Gabon                        | Heroes         |                 | 1º Eliminado Dia 3                     | 9              |
| Stephenie LaGrossa Palau & Guatemala               | Heroes         |                 | 2º Eliminado Dia 6                     | 6              |
| Randy Bailey Gabon                                 | Villains       |                 | 3º Eliminado Dia 8                     | 9              |
| Cirie Fields Panama & Micronesia                   | Heroes         |                 | 4º Eliminado Dia 11                    | 3              |
| Tom Westman Palau                                  | Heroes         |                 | 5º Eliminado Dia 14                    | 51             |
| Tyson Apostol Tocantins                            | Villains       |                 | 6º Eliminado Dia 15                    | 3              |
| James Clement China & Micronesia                   | Heroes         |                 | 7º Eliminado Dia 15                    | 7              |
| Rob Mariano Marquesas & All-Stars                  | Villains       |                 | 8º Eliminado Dia 18                    | 5              |
| Benjamin Wade Tocantins                            | Villains       |                 | 9º Eliminado 1º Membro do Júri Dia 21  | 4              |
| Courtney Yates China                               | Villains       |                 | 10º Eliminado 2º Membro do Júri Dia 24 | 9              |
| James "J.T." Thomas, Jr. Tocantins                 | Heroes         | Yin Yang        | 11º Eliminado 3º Membro do Júri Dia 27 | 5              |
| Amanda Kimmel China & Micronesia                   | Heroes         | Yin Yang        | 12º Eliminado 4º Membro do Júri Dia 30 | 10             |
| Candice Woodcock Cook Islands                      | Heroes         | Yin Yang        | 13º Eliminado 5º Membro do Júri Dia 31 | 5              |
| Danielle DiLorenzo Panama                          | Villains       | Yin Yang        | 14º Eliminado 6º Membro do Júri Dia 33 | 4              |
| Rupert Boneham Pearl Islands & All-Stars           | Heroes         | Yin Yang        | 15º Eliminado 7º Membro do Júri Dia 36 | 10             |
| Colby Donaldson The Australian Outback & All-Stars | Heroes         | Yin Yang        | 16º Eliminado 8º Membro do Júri Dia 37 | 7              |
| Jerri Manthey The Australian Outback & All-Stars   | Villains       | Yin Yang        | 17º Eliminado 9º Membro do Júri Dia 38 | 4              |
| Russell Hantz Samoa                                | Villains       | Yin Yang        | 3º Colocado                            | 53             |
| Parvati Shallow Cook Islands & Micronesia          | Villains       | Yin Yang        | 2º Colocado                            | 45             |
| Sandra Diaz-Twine Pearl Islands                    | Villains       | Yin Yang        | Último Sobrevivente                    | 12             |

O Total de Votos é o número de votos que o competidor recebeu durante os Conselhos Tribais onde ele era elegível para ser eliminado do jogo. Não inclui os votos recebidos durante o Conselho Tribal final
↑1  Por Tom ter usado o Ídolo de Imunidade Escondido, três votos contra ele não foram contados.
↑2  Sandra usou o Ídolo de Imunidade Escondido e nenhum voto contra ela seria contado, todavia neste Conselho Tribal ela não recebeu votos.
↑3   Russell usou o Ídolo de Imunidade Escondido e nenhum voto contra ele seria contado, todavia neste Conselho Tribal ele não recebeu votos.
↑4  Por Jerri ter usado o Ídolo de Imunidade Escondido, cinco votos contra ela não foram contados.
↑5  Por Parvati ter usado o Ídolo de Imunidade Escondido, quatro votos contra ela não foram contados.

## Episódios
| Título do episódio            | Data de exibição        | Provas                    | Provas       | Eliminado | Votos  | Colocação Final                        |
| Título do episódio            | Data de exibição        | Recompensa                | Imunidade    | Eliminado | Votos  | Colocação Final                        |
| ----------------------------- | ----------------------- | ------------------------- | ------------ | --------- | ------ | -------------------------------------- |
| "Slay Everyone, Trust No One" | 11 de Fevereiro de 2010 | Heroes                    | Villains     | Sugar     | 9–1    | 1º Eliminado Dia 3                     |
| "It's Getting the Best of Me" | 18 de Fevereiro de 2010 | Villains3                 | Villains3    | Stephenie | 6–3    | 2º Eliminado Dia 6                     |
| "That Girl is Like a Virus"   | 25 de Fevereiro de 2010 | Heroes3                   | Heroes3      | Randy     | 9–1    | 3º Eliminado Dia 8                     |
| "Tonight, We Make Our Move"   | 4 de Março de 2010      | Villains                  | Villains     | Cirie     | 3–2–01 | 4º Eliminado Dia 11                    |
| "Knights of the Round Table"  | 11 de Março de 2010     | Villains                  | Villains     | Tom       | 5–2    | 5º Eliminado Dia 14                    |
| "Banana Etiquette"            | 24 de Março de 2010     | Villains4                 | Rob          | Tyson     | 3–2–02 | 6º Eliminado Dia 15                    |
| "Banana Etiquette"            | 24 de Março de 2010     | Villains4                 | Candice      | James     | 5–1    | 7º Eliminado Dia 15                    |
| "I'm Not a Good Villain"      | 1 de Abril de 2010      | Heroes                    | Heroes       | Rob       | 4–3–1  | 8º Eliminado Dia 18                    |
| "Expectations"                | 8 de Abril de 2010      | Heroes                    | Heroes       | Coach     | 4-2    | 9º Eliminado 1º Membro do Júri Dia 21  |
| "Survivor History"            | 15 de Abril de 2010     | Villains                  | Heroes       | Courtney  | 5-1    | 10º Eliminado 2º Membro do Júri Dia 24 |
| "Going Down in Flames"        | 22 de Abril de 2010     | Nenhum8                   | Danielle     | J.T.      | 5-09   | 11º Eliminado 3º Membro do Júri Dia 27 |
| "Jumping Ship"                | 29 de Abril de 2010     | Amanda, Colby e Danielle  | Jerri        | Amanda    | 6-3    | 12º Eliminado 4º Membro do Júri Dia 30 |
| "A Sinking Ship"              | 6 de Maio de 2010       | Nenhum                    | Parvati      | Candice   | 5-3    | 13º Eliminado 5º Membro do Júri Dia 31 |
| "A Sinking Ship"              | 6 de Maio de 2010       | Nenhum                    | Russell      | Danielle  | 4-3    | 14º Eliminado 6º Membro do Júri Dia 33 |
| "Loose Lips Sink Ships"       | 13 de Maio de 2010      | Jerri, [Parvati e Sandra] | Parvati      | Rupert    | 4-05   | 15º Eliminado 7º Membro do Júri Dia 36 |
| "Anything Could Happen"       | 16 de Maio de 2010      | Nenhum                    | Parvati      | Colby     | 4-1    | 16º Eliminado 8º Membro do Júri Dia 37 |
| "Anything Could Happen"       | 16 de Maio de 2010      | Nenhum                    | Russell      | Jerri     | 3-2    | 17º Eliminado 9º Membro do Júri Dia 38 |
| "Reunião"                     | 16 de Maio de 2010      | Voto do Júri              | Voto do Júri | Russell   | 6–3–0  | 3º Colocado                            |
| "Reunião"                     | 16 de Maio de 2010      | Voto do Júri              | Voto do Júri | Parvati   | 6–3–0  | 2º Colocado                            |
| "Reunião"                     | 16 de Maio de 2010      | Voto do Júri              | Voto do Júri | Sandra    | 6–3–0  | Último Sobrevivente - Sole Survivor    |

No caso de mais de uma tribo ou competidor vencer a recompensa ou imunidade, estes serão listados na ordem de conclusão da prova ou alfabeticamente quando a vitória for em grupo. Nas situações onde um competidor venceu e convidou outros para desfrutarem do seu prêmio, estes estão listados entre chaves.
↑6   Prova de Recompensa e Imunidade combinada.
↑7  Cada tribo competiu individualmente por Imunidade Individual. Os dois vencedores de cada tribo, Rob e Candice, disputaram entre si uma rodada final, onde o vencedor ganharia recompensa para sua tribo. Rob derrotou Candice e conquistou a recompensa para a tribo dos vilões.
↑8  Não houve Prova de Recompensa devido a fusão das tribos.
| 01 | Slay Everyone, Trust No One (Destrua Todos, Não Confie em Ninguém)    | Sugar     | 14,15 | 11 de fevereiro de 2010 |
| Prova de Recompensa: As tribos se enfrentariam em duplas. Os quatro competidores correriam ao longo da praia para desenterrar uma única bolsa em uma raia designada, então eles deveriam correr com a bolsa para suas respectivas esteiras. A primeira pessoa a tocar na sua esteira com a bolsa ganharia um ponto para sua tribo. A primeira tribo a fazer três pontos ganharia. O desafio é de Survivor: Panama. - Recompensa: Pederneira - Tribo Vencedora: Heroes Prova de Imunidade: Seis membros de cada tribo teriam que correr à borda da praia e montar um barco de sete peças e sete travessas, depois remariam o barco no oceano para pegar fogo de uma jangada. Assim que os seis membros voltassem com o fogo e as sete travessas, os 4 membros restantes deveriam resolver um quebra-cabeça. Após a resolução do quebra-cabeça, as sete travessas do barco seriam usadas para montar uma escada para subirem em uma plataforma. A primeira tribo a ter todos os membros em cima da plataforma e a acender o barril de fogo ganharia. Se a tribo Villains ganhasse, eles receberiam a pederneira. O desafio é de Survivor: Cook Islands. - Tribo Vencedora: Villains Os competidores que retornaram chegaram em quatro helicópteros UH-1 Iroquois da Força Aérea Real da Nova Zelândia, que os deixaram na praia onde Jeff já os esperava. Jeff perguntou para eles sobre suas experiências nas temporadas passadas, estratégias, personalidades e sobre o jogo. Depois das entrevistas, Jeff anunciou que eles estariam competindo em seu primeiro desafio ali mesmo, valendo recompensa. - Primeira rodada: Cirie e Stephenie contra Danielle e Parvati. Villains ganhou. - Segunda rodada: Amanda e J.T. contra Jerri e Randy. Heroes ganhou. - Terceira rodada: Colby e Tom contra Coach e Russell. Villains ganhou - Quarta rodada: Candice e Sugar contra Courtney e Sandra. Heroes ganhou. - Última rodada: James e Rupert contra Rob e Tyson. Heroes ganhou a rodada e o desafio. Durante a primeira rodada, Stephenie teve seu ombro direito deslocado, mas a equipe médica do programa conseguiu recolocá-lo no lugar, e Stephenie pode continuar no jogo. Na última rodada, Rupert quebrou o quarto dedo do pé esquerdo, mas a equipe médica fez uma imobilização que permitiu que ele continuasse no jogo. Quando chegaram nos acampamentos, cada tribo percebeu que eles tinham equipamento de pesca. Logo, Russell fez o mesmo que ele fez em sua primeira temporada, construindo alianças para chegar na final com Danielle e Parvati. No acampamento dos Heroes, Tom percebeu que havia 4 galinhas no mato ao redor do acampamento, então usando a rede de pesca, a tribo capturou os quatro. No dia 2, a tribo Villains se preocupou com uma possível grande relação entre Coach e Jerri. Em Heroes, J.T. formou distintas alianças com James e Tom, enquanto outros formaram alianças com pessoas que eles já competiram antes. Frustrado com a falta de foco no trabalho de sua tribo, Rob organizou uma tentativa de fazer fogo utilizando bambus, a tentativa teve êxito e sua tribo conseguiu fogo. J.T. conseguiu fazer fogo na sua tribo com a pederneira. Rupert ficou preocupado com a possibilidade de seu dedo quebrado atrapalhá-lo. Sugar acordou todo mundo de madrugada e começou a falar alto e irritou Colby por ficar tentando ficar perto dele, mesmo quando ele se afastava. No dia seguinte, a tribo Heroes decidiu comer um galo antes do Desafio de Imunidade, o que não os ajudou a ganhar. Heroes tinha uma enorme vantagem no desafio, mas na parte do quebra-cabeças eles se atrapalharam, o que permitiu Rob e Sandra ultrapassá-los e ganhar o desafio. De volta ao acampamento, Sugar queria que Amanda fosse eliminada, mas o resto da tribo queria eliminar Sugar. Tom disse que era melhor votar em Cirie por razões estratégicas. Amanda, Candice, e Cirie falaram em votar na Stephenie ou Tom para acabar com a possível aliança entre eles. No Conselho Tribal, os votos foram contra Sugar e ela foi eliminada com 9-1 dos votos. |                                                                       |           |       |                         |
| 02 | It's Getting the Best of Me (Isso Está Tirando o Melhor de Mim)       | Stephenie | 11,94 | 18 de fevereiro de 2010 |
| Prova de Recompensa/Imunidade: Em duplas, os competidores deverão correr através de um longo campo e rolar grandes caixas de madeiras marcadas com a cor da tribo até um tapete no início do percurso. Apenas uma dupla de cada equipe corre por vez e traz uma caixa, assim que a caixa estiver posicionada sobre o tapete, outra dupla da tribo pode sair. Assim que a tribo conseguir suas seis caixas, eles devem ordená-las formando uma grande escada com o nome da tribo alinhado corretamente em uma das laterais. A primeira tribo que completar corretamente a escada e subir com todos os membros até o topo de uma plataforma ganha a imunidade. A prova Crate Idea é um desafio de Survivor: Tocantins. - Recompensa: Imunidade tribal, uma lona, corda e pregos. - Tribo Vencedora: Villains Frustrado com a falta de vontade em trabalhar de sua tribo, Rob foi dar uma volta na mata. Jerri o encontrou em colapso no chão da selva e chamou a equipe médica do programa que o tratou de sua gripe e autorizou que ele continuasse no jogo. A tribo Villians ganhou o Desafio de Recompensa/Imunidade quando montaram a escada corretamente. No acampamento, Russell se sentiu ameaçado por considerarem que Rob estava no comando, então ele tentou demonstrar sua força caçando uma galinha. James se expressou com sua tribo sobre a falta de cooperação no desafio e por não terem seguido o líder escolhido durante os desafios. James explicitamente gritou falando que Stephenie não coopera e pressionou as pessoas para eliminá-la. O trio Colby, Stephenie, e Tom tentou convencer Candice e Cirie para se juntar a eles para eliminar Amanda. No Conselho Tribal, o trio da pressão não funcionou, Candice e Cirie se juntaram a outro grupo de votos e Stephenie foi eliminada com 6-3. |                                                                       |           |       |                         |
| 03 | That Girl is Like a Virus (Aquela Garota é Como um Vírus)             | Randy     | 11,60 | 25 de fevereiro de 2010 |
| Prova de Recompensa/Imunidade: As tribos enfrentariam-se em duplas numa série de rodadas no estilo sumô. Os participantes usariam bolsas estofadas para bater em seu oponente até ele/ela cair fora da arena e na lama, marcando assim um ponto. A primeira tribo a marcar oito pontos ganharia imunidade e recompensa. Este desafio é do Survivor: Palau, mas a versão usada foi uma adaptação de Survivor: Fiji. - Recompensa: Imunidade Tribal junto de café, açúcar e arroz para uma semana, e um item de luxo para cada um dos participantes. - Tribo Vencedora: Heroes Os homens da tribo Heroes tentam recapturar duas galinhas que tinham escapado. Coach e Rob alertam Russel sobre a sua aliança com a Parvati, mas ele decidiu mostrar a Coach e Rob que ele estava no controle, escondendo o facão tribo. J.T. decide inventar coisas sobre a aliança de Cirie e Candice, e conta para Cirie que Candice disse que não confiava nela. No Desafio de Recompensa/Imunidade, os Heroes dominaram os Villains, ganhando cada rodada. No acampamento dos vilões, as discussões aparecem sobre quem se deve votar. A tribo fica dividia entre Parvati por ser a maior ameaça do jogo e, no outro lado, Randy por ser o mais velho e mais fraco da tribo. No Conselho Tribal, a tribo unanimemente vota em Randy que é mandado para casa por uma votação de 9-1. |                                                                       |           |       |                         |
| 04 | Tonight, We Make Our Move (Hoje à Noite, Nós Fazemos Nosso Movimento) | Cirie     | 12,72 | 4 de março de 2010      |
| Prova de Recompensa: Um membro de cada tribo deslizaria através de uma plataforma escorregadia para agarrar uma bola pré-estabelecida e depois tentariam encestá-la num cesto para marcar um ponto. A primeira tribo a marcar quatro pontos venceria. Desafio de Survivor: Fiji. - Recompensa: Dois itens selecionados de um Catálogo. - Tribo Vencedora: Villains Prova de Imunidade: Um competidor de cada tribo fica preso no interior de uma grande gaiola esférica e deve guiar outros dois competidores vendados que têm que rolar a gaiola através de um percurso labirinto através da floresta. No final do percurso os competidores devem encontrar uma mesa labirinto com outros quatro competidores vendados nas pontas. Os quatro vendados serão orientados pelo competidor dentro da gaiola para guiar uma bola através da mesa. Vence a tribo que primeiro resolver a mesa labirinto. A prova Roll With It é um desafio de Survivor: Samoa. - Tribo Vencedora: Villains Coach desabafou a sua decepção com Tyson por ter sido apontado por Sandra no Conselho Tribal. Coach considerou em desistir da competição, mas Rob garantiu a Coach que sua posição na tribo era segura. A tribo Villains ganha o desafio de recompensa e com isso leva para o acampamento: ferramentas, fios, e uma lona do catálogo. Quando começam a desenpacotar a sua recompensa, Russell descobriu acidentalmente uma pista para o ídolo de imunidade individual. Rob leu a pista em voz alta e Sandra deixou claro que quem o encontrasse seria eliminado a seguir para que o ídolo voltasse a ser escondido. O resto da tribo concordou e decidiu não ir procurar o ídolo. Apesar deste aviso, Russell saiu para tentar encontrá-lo, a sua tribo descobriu e decidiram eliminá-lo, sem ligar para o que aconteça. No campo de Heroes, a pista para o ídolo de imunidade individual estava dentro da jarra de café. J.T. leu em voz alta a pista e várias pessoas da tribo foram procurar o ídolo. Tom conseguiu encontrar o ídolo, mas Amanda viu-o escondendo-o e disse aos outros. Quando a tribo Heroes perdeu o desafio de imunidade, a aliança maior decidiu dividir os seus votos entre Tom e Colby, assim, fazendo um empate forçando Tom a usar o ídolo e enviar Colby para casa. Tom chegou a um acordo com JT, Amanda e James para eliminar Candice depois de oferecer como troca a entrega do ídolo ao resto da aliança, mas Cirie discordou e convenceu a maioria a voltar para a votação de empate para fazer o ídolo voltar a ser escondido. JT foi o único que não participou da conversa entre a aliança mas ouviu tudo e decidiu contar a Tom que o perigo não era Candice, mas sim Cirie que conseguia mexer com as ideias dos outros jogadores. JT estava indeciso em ir com a aliança maior ou juntar-se a Tom e Colby para votar na Cirie. No Conselho Tribal, Tom usou o ídolo de imunidade individal e os três votos contra ele não foram contabilizados. JT traiu a aliança maior e Cirie foi enganada e eliminada por uma votação de 3-2-0. |                                                                       |           |       |                         |
| 05 | Knights of the Round Table (Cavaleiros da Távola Redonda)             | Tom       | 12,17 | 11 de março de 2010     |
| Prova de Recompensa: Numa arena, três membros de cada tribo batalham pelo controle de três bolas. Uma vez que um participante obtém o controle da mesma, este a passa para os três outros membros da tribo em pé sobre uma plataforma que devem tentar lançar a bola para a cesta da tribo inimiga, no outro extremo da arena. Um ponto será marcado quando a bola está na cesta. Depois de cada ponto, as tribos mudam de posições, os particpantes que estvam na arena mudam para a plataforma e vice-versa. A primeira tribo a marcar dois pontos venceria. Desafio de Survivor: Samoa. - Recompensa: Uma viagem a uma lagoa dentro dentro da terra e um banquete de chocolate com: bolo de chocolate, biscoitos de chocolate, leite de chocolate. - Tribo Vencedora: Villains Prova de Imunidade: um membro de cada tribo iria funcionar como guia para dirigir os seus companheiros, que teriam os olhos vendados e estariam unidos em pares, para a recolha de dez peças de um puzzle espalhado por um campo. Depois de todas as peças do puzzle colecionadas, toda a tribo poderia trabalhar em conjunto para montar o quebra-cabeças. A primeira tribo a completar o seu puzzle ganharia. Desafio de Survivor: All-Stars. - - Tribo Vencedora: Villains Quando os heróis voltaram ao acampamento,depois de Conselho Tribal, JT explicou que seu voto contra Cirie foi para a tribo, não por razões pessoais. Rupert e Amanda questionam a lealdade de J.T. Na tribo Villains, Russell continuou a sua busca solitária para o encontrar o ídolo de imunidade e encontrou-o. Pouco depois do início de recompensa, James caiu e fez uma lesão no joelho esquerdo. A equipa medica retirou-o do desafio. Os Villains venceram o desafio por 2-1. Após o desafio, o joelho de James foi visto pela equipa médica e foi lhe permitido continuar no jogo. Na viagem de recompensa, Russell disse a Parvati que tinha o ídolo de imunidade e estes decidem trazer Coach para o lado deles contado-lhe que Russel tem o ídolo. A tribo Villains ganhou o seu quarto desafio consecutivo no Desafio de imunidade quando eles para trás, mas durante a fase de montagem do enigma a tribo Villains voltou a dominar. Rupert quer a Candice fora por achar que esta é o elo mais fraco enquanto Candice queria votar no James desde que ele foi ferido, e JT estava indeciso entre votar no Tom ou no James. No Conselho Tribal, Candice, Ruppert e J.T. acabaram por votar contra Tom e ele foi mandado para casa por uma votação de 5-2. |                                                                       |           |       |                         |

### Episódio 6: Banana Etiquette
- Prova de Recompensa Tribal/Imunidade Individual: As tribos competem separadamente para imunidade individual. Os participantes seriam presos a uma corda,que estava enrolada através de obstáculos, onde teriam de ultrapassar esses obstaculos agarrados à corda. O primeiro herói e vilão a terminar ganhariam a Imunidade Individual e iriam-se enfrentar numa fase final. O desafio da fase final seria o mesmo, mas com um único obstáculo de três níveis elevados. O primeiro particpante a completar o obstáculo iria ganhar recompensa para a sua tribo. Desafio de Survivor: Tocantins.
  -  Recompensa: cachorros quentes e bebidas frescas para serem apreciados ao assistirem o conselho tribal da tribo adversária.
    - Tribo Vencedora:      Villains

Jeff surpreendeu as tribos ao anunciar o desafio no dia 15 onde iriam competir pela imunidade individual dentro das tribos e que ambas as tribos iriam eliminar um membro naquela noite. Depois de explicar o desafio, Jeff anunciou que os vencedores de cada tribo, então, iriam competir para a recompensa. Candice ganhou sua ronda para os Heroes e Rob ganhou a sua ronda para os Villains, ambos já com imunidade. Rob ganhou ao enfrentar Candice para ganhar a recompensa para a sua tribo. No campo dos villains, Rob acreditava que Russel tinha escondido o ídolo de imunidade, apesar das alegações de Russell dizendo que não o tinha. Rob organizadou os membros da sua aliança para dividir os votos entre Russell (Rob, Sandra, e Tyson) e Parvati (Coach, Courtney e Jerri), de modo que Russel tivesse o ídolo ou não, ou mesmo no caso de eles terem no conselho tribal e dar ou não a Parvati,forçariam um desempate 2 ou 3 votos que sairiam posteriormente vitóriosos numa votação de 6-3 para tirar Russell ou Parvati. Russell, sabendo que Rob poderia ter planejado uma divisão dos votos, Russel aproximou de Tyson, convencendo Tyson que o voto contra aliança de Rob era inútil e que ele iria votar em Parvati, na esperança de enganar Tyson em mudar seu voto; Tyson optou por mudar o seu voto para Parvati assim, acreditando que ganhavam com a maioria, iria manter o plano de Rob mais viável. No Conselho Tribal, Russell mostrou o ídolo da imunidade, e, após um breve discurso sobre a confiança dirigido a Coach, deu o ídolo para Parvati que o jogou.Os quatro votos contra Parvati foram anulados, deixando os três votos de Tyson pela aliança Russell como suficiente para eliminá-lo durante os dois votos restantes para Russell.No campo de Heroes, Colby anunciou à tribo que ele sabia que estava para ser mandado para casa após o Conselho Tribal e não havia necessidade de grupinhos entre a tribo e não não existia ressentimentos por parte dele. Amanda, Candice, JT, e Rupert falaram sobre a votação e dividiram-se entre James e Colby, em sentido de manter a tribo mais forte. Amanda avisou James que ele precisava de mostrar para tribo que o seu joelho aleijado não era um empecilho para a tribo. Para provar que ele estava bem, James correu com J.T. ao longo da praia, onde J.T. facilmente venceu. Amanda, Candice, JT e Rupert decidiram votar contra James que foi mandado para casa por 5-1.

### Episódio 7: I'm Not a Good Villain
- Prova de Recompensa: Competindo em rodadas, as três membros de cada tribo enfrentam-se dentro de um campo no meio do mar para ganhar a posse de uma bola e atirá-la para a sua cesta de marcar um ponto. A primeira tribo a marcar três pontos vence. Desafio de Survivor: Tocantins.
  -  Recompensa: Viagem a uma cascata com um banquete.
    - Tribo Vencedora:      Heroes
- Prova de Imunidade:Um de cada vez,três membros de cada tribo correm através de uma plataforma e uma rede de cordas e, em seguida, subir uma teia de cordas para recuperar seis sacos com peças do puzzle. Uma vez que todos os seis sacos foram recuperados, dois outros membros de cada tribo tinham que montar um quebra-cabeça. A primeira tribo a montar seu puzzle ganharia. Desafio com base utilizada no Survivor: Africa e utilizada em Survivor: Guatemala com a parte puzzle inspirado a partir de um desafio do Survivor: Cook Islands.
  - Tribo Vencedora:      Heroes

Rob ficou surpreso com os resultados do anterior Conselho Tribal e começa a suspeitar da lealdade da sua aliança. Com Jerri oscilando sobre a sua aliança com o Rob, Parvati promete a Jerri que ela iria para a "final four" com Danielle e Russell. Percebendo que ele precisava de se entregar aos desafios de uma maneira agressiva para provar à sua tribo que eliminar o James não foi um erro, Colby levou os heroes a uma vitória 3-0 no desafio de recompensa. Quando os heroes chegaram à cascata, a sua recompensa, eles receberam uma nota que existia outro ídolo da imunidade na sua praia. Os cinco heroes acordam que iriam encontrar o ídolo junto e usá-lo contra os Villains em vez de uns contra os outros. No campo dos Villains, Jerri diz a Coach que Russell queria levá-los para os três finais. Jerri aceitou a oferta e aliou-se com Russell, enquanto Coach foi cético em relação a promessas de Russell. Coach ficou ferido com a lealdade igual que Jerri tinha para ele e com Russell,achando que tinha um maior nível de confiança e lealdade de Jerri. No desafio de imunidade, os heroes finalmente venceram um desafio com puzzle como componente. De volta ao acampamento, Russell diz a Rob que quer que Courtney ou Sandra,de quem esta sentado ao lado, tinha de ir para casa em seguida. Rob tentou convencer o Coach para votar Russell apelando à sua relação de lealdade, no entanto, o Coach queria votar a favor de Courtney ou Parvati. Russell e Danielle concebem um plano para enganar Rob enquanto conversavam com Coach e Jerri, mas Coach discordou e ainda queriam votar a Courtney. No Conselho Tribal Rob foi enviado para casa com 4-3-1 votos, sendo Coach a única salvação de Rob o que poderia levar a um empate se vota-se no Russell.

### Episódio 8: Expectations
- Prova de Recompensa: Os participantes competem em um torneio de boliche. Os competidores são divididos em duplas onde um membro de uma tribo compete contra outro da tribo adversária em rodadas com direito a dois arremessos cada. O competidor que derrubar mais pinos na rodada marca um ponto para sua tribo. A tribo que primeiro marcar três pontos ganha o desafio. Desafio de Survivor: Samoa.
  -  Recompensa: Um banquete com pizza, brownies, pão de alho e refrescos.
    - Tribo Vencedora:      Heroes

Antes de partirem para a Prova de Recompensa, os vilões interpretaram, de maneira errada, a mensagem trazida pelo correio. Com o jogo em um estágio avançado, eles imaginaram que a fusão entre as tribos iria ocorrer ao invés de um desafio e, portanto desmontaram todo o seu acampamento e levaram os seus equipamentos para o local de provas apenas para ver Jeff anunciar que eles não estavam se fundindo. Após ver que Rob Mariano havia sido eliminado no último Conselho Tribal, a tribo Heroes presumiu, erroneamente, que uma aliança feminina estava no controle da tribo adversária – na verdade o poder estava com Danielle, Parvati e Russell. A sequência de vitórias dos heróis continuou e eles derrotaram a tribo Villains na Prova de Recompensa e na Prova de Imunidade. No acampamento dos vilões, Sandra, sentindo que estava em desvantagem em sua tribo planejou enganar Russell, para salvar Courtney, fazendo-o acreditar que Coach estava planejando eliminá-lo. Russell facilmente acreditou na história contada por Sandra e, ao lado de Parvati, conspirou para eliminar Coach aproveitando a situação para tentar enganar a tribo Heroes fazendo-os crer que realmente existia uma aliança feminina dominando no acampamento dos vilões. Algumas horas antes do Conselho Tribal, Russell e Danielle tiveram uma calorosa discussão sobre se deveriam eliminar Coach ou Courtney. Russell defendeu que deveriam eliminar Coach, mas estrategicamente votou em Courtney no Conselho Tribal, apesar disso, o plano de Sandra e Courtney deu certo e Coach foi enganado e eliminado por 4-3 votos.

### Episódio 10: Going Down in Flames
- Prova de Imunidade: Para este desafio os competidores devem se segurar em um poste pelo maior tempo que eles puderem. A última pessoa que permanecer agarrada ao poste, sem tocar o solo, ganha a primeira Imunidade Individual do jogo. Desafio de Survivor: Vanuatu, Survivor: Cook Islands e Survivor: Tocantins.
  -     - Vencedor da Imunidade:      Danielle

O correio do dia 25 anunciava a fusão das tribos, com a tribos dos vilões se mudando para o acampamento da tribo Heroes onde desfrutaram do tradicional banquete; eventualmente adotaram "Yin Yang" como nome para a tribo fundida mantendo, desta forma, a temática "bem contra mal" que inspira a temporada. Russell, Parvati e Danielle conspiraram para manter a mesma versão da explicação de como Parvati supostamente teria sobrevivido ao último Conselho Tribal, eles combinaram em dizer que tanto Russell quanto Parvati utilizaram Ídolo de Imunidade no último Conselho salvando-se. Desta forma Russell manteve a confiança que os heróis mantinham nele e continuaram com o plano de acabar com a suposta aliança feminina da tribo dos Villains, eliminando a sua suposta líder, Parvati. Entretanto, Sandra sorrateiramente contou para Rupert a verdadeira história do último Conselho Tribal. No Conselho Tribal os participantes votaram como haviam planejado com os heróis votando contra Jerri e os vilões contra J.T., mas antes da leitura dos votos, Parvati surpreendeu a todos dando um Ídolo de Imunidade para Jerri e outro para Sandra. Com dois Ídolos em jogo, os votos contra Jerri foram negados e J.T. foi eliminado por 5-0 votos.

### Episódio 11: Jumping Ship
- Prova de Recompensa: Divididos em três times com três competidores cada, estes jogam uma versão de shuffleboard onde cada um possui dois discos que, alternadamente, tentarão fazer deslizar o mais próximo do alvo demarcado na mesa. No final, o competidor que tiver o disco mais próximo do alvo ganha a recompensa para seu time. Desafio original de Survivor: The Amazon e usado posteriormente em Survivor: Vanuatu e Survivor: Tocantins.
  - Recompensa: Uma viagem até a casa original do escritor Robert Louis Stevenson e assistir à versão de 1934 do filme A Ilha do Tesouro, que foi baseado na obra homônima deste escritor.
    - Vencedores da Recompensa:      Amanda, Colby e Danielle
- Prova de Imunidade: Na prova House of Cards, cada competidor terá 200 placas de madeira que devem ser usadas como cartas de baralho para construir um castelo de cartas, o competidor que alcançar primeiro 4 metros de altura ganha a imunidade. Caso ninguém consiga atingir a marca inicial de 4 metros, o vencedor será aquele que após 30 minutos de prova construir o castelo de cartas mais alto. Desafio original de Survivor: Gabon.
  -     - Vencedor da Imunidade:      Jerri

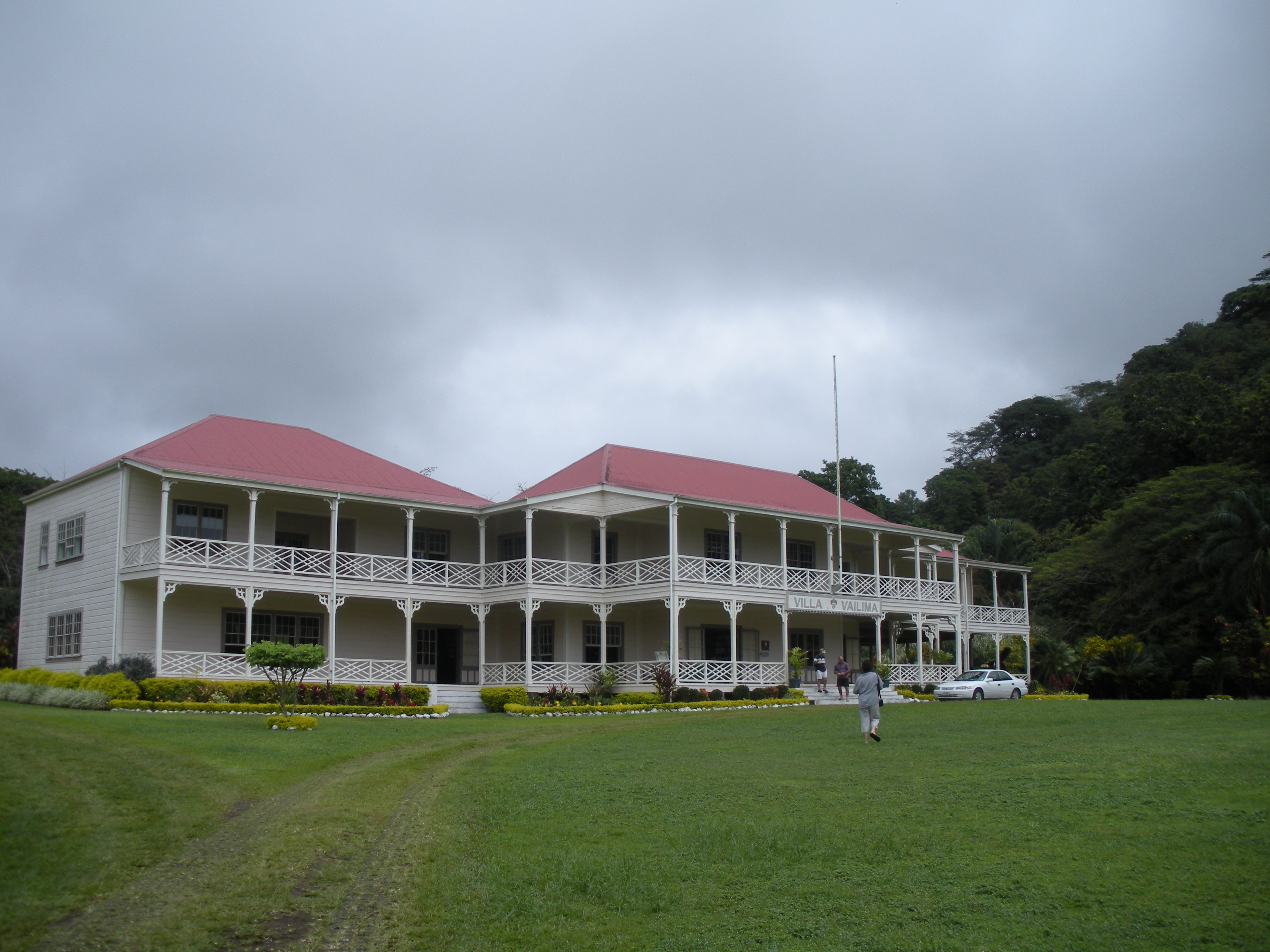
Museu Robert Lewis Stevenson em Vailima - Samoa

Russell se esforçou para fazer com que Candice se juntasse a sua aliança já que ele pensava que Sandra havia mudado de lado e passado a jogar com a aliança dos heróis. A Prova de Recompensa foi vencida pela equipe composta por Amanda, Colby e Danielle. Amanda percebeu que Danielle havia encontrado uma pista quando esta tentava escondê-la.
Quando o trio voltou ao acampamento no dia seguinte, Danielle contou para sua aliança a história de sua luta pela pista do Ídolo de Imunidade e eles partiram à procura deste. Russell encontrou o Ídolo sem que as garotas de sua aliança soubessem e o manteve escondido em segredo. Para conquistar a lealdade de Candice, Russell mostrou para ela o Ídolo de Imunidade e garantiu levá-la até entre os três finalistas da temporada. No Conselho Tribal, Russell usou seu Ídolo de Imunidade, mas ninguém votou nele nesta ocasião. Candice mudou de aliança e votou junto com a aliança dos Vilões e Sandra permaneceu leal a sua aliança original e ajudaram a eliminar Amanda com 6-3 votos.

### Episódio 12: A Sinking Ship
- Prova de Imunidade: Os competidores devem subir em um tronco onde têm um dos braços, levantados sobre as cabeças e amarrados a um tambor cheio de água no alto de uma plataforma. O competidor que permanecer o maior tempo sem virar seu tambor com água ganha imunidade. Durante o desafio, Jeff oferece comida aos competidores para, em troca eles desistirem da prova e da imunidade. Desafio de Survivor: Africa, Survivor: All-Stars e Survivor: Micronesia
  -     - Vencedor da Imunidade:      Parvati

De volta ao acampamento após o Conselho Tribal, Colby e Rupert estavam furiosos com Candice por ela ter se aliado aos vilões, enquanto Jerri estava pronta para eliminá-la já que não precisavam mais de seu voto e, assim, não precisariam se preocupar caso ela resolvesse debandar para o lado dos heróis novamente. Rupert e Russell discutiram na frente de toda a tribo e isso motivou Russell a querer eliminá-lo no próximo Conselho Tribal. Quando eles chegaram para a prova, Jeff anunciou que desta vez, ao invés de recompensa, ele disputariam imunidade. Após explicar o desafio, Jeff avisou que ao termino da prova ele teriam uma mudança no jogo. Assim como ela fez da última vez que participou do mesmo desafio em Survivor: Micronesia, Parvati derrotou todos seus adversários e ganhou imunidade individual. A mudança a qual Jeff se referira anteriormente era ler uma pista para o Ídolo de Imunidade Escondido para toda a tribo. Assim que voltaram ao acampamento, todos partiram em busca do Ídolo escondido. Sandra, eventualmente, o achou e não contou para ninguém. Rupert, na tentativa de enganar os demais, escondeu uma pedra em seu bolso. A estratégia funcionou e Russell ao ver o volume atípico no bolso de Rupert deduziu que ele havia localizado e escondido o Ídolo. Colby e Rupert sabiam que a aliança dos vilões iria dividir seus votos entre Rupert e Colby ou Candice, para se salvarem eles combinaram em votar em Candice, na esperança de que alguns dos vilões também votassem nela. No Conselho Tribal, o plano dos heróis remanescentes deu certo, com os vilões dividindo os votos entre Rupert e Candice, e esta última acabou eliminada com 5-3 votos.
Quando a tribo voltou ao acampamento, Russell criticou as garotas de aliança dizendo que eles deveriam ter divididos seus votos entre Colby e Rupert ao invés de mirar em Candice. Na Prova de Imunidade, Rupert, Sandra, Russell, Parvati e Danielle passaram para a segunda etapa da prova e sequencialmente Russell, Parvati e Rupert disputaram a etapa final. Russel foi o primeiro a terminar o quebra-cabeça final e ganhou imunidade individual. De volta ao acampamento, Parvati queria eliminar Rupert. Russell estava convencido de que Parvati era mais leal à Danielle do que a ele, de forma que ele resolveu quebrar essa aliança dizendo a Parvati que Danielle planejava eliminá-la. Danielle e Parvati conversaram sobre as histórias de Russell e deduziram que Russell estava tentando separá-las. As duas foram até Jerri e conversaram sobre votarem em Rupert, atrapalhando os planos de Russell. Enquanto isso, Russell decidiu que Danielle deveria ser eliminada para que Parvati mantivesse toda sua lealdade com ele e, desta forma, combinou com Colby e Rupert que eliminariam Danielle. Para conseguir a vantagem numérica, Russell ameaçou Jerri dizendo que caso ela não votasse em Danielle, Jerri seria a próxima eliminada. No Conselho Tribal, Danielle e Russell discutiram sobre o que eles tinham a dizer um para o outro. Esgotada, Danielle não aguentou e chorou no Conselho e descuidada, revelou que em seus planos para os três finalistas Jerri não estava inclusa. Diante da maneira que se deu o Conselho, o plano de Russell deu certo e Danielle foi eliminada com 4-3 votos.

### Episódio 13: Loose Lips Sink Ships
- Prova de Imunidade: Os competidores devem segurar dois mastros apoiando-os contra uma tábua elevada, para isso eles devem permanecer com os braços esticados e usar apenas o dorso das mãos. Qualquer movimento pode causar a queda dos mastros. A última pessoa que não derrubar nenhum de seus mastros no chão ganha a imunidade para sua tribo. A prova Keep It Up, é um desafio de Survivor: Gabon.
  -     - Vencedor da Imunidade:      Parvati

O Correio do dia 34 trazia aos sobreviventes um Sprint Palm Pre carregado com vídeos de seus familiares anunciando que estes haviam chegado à ilha e iriam encontrá-los no próximo desafio. Após os emotivos reencontros entre os competidores e seus amados, estes formaram duplas e competiram na Prova de Recompensa do episódio, este desafio foi vencido por Jerri e sua irmã. Após vencer o desafio, Jeff anunciou à Jerri que ela poderia escolher outro competidor e seu respectivo amado para se juntarem a ela e sua irmã na recompensa. Jerri escolheu Parvati e seu pai. Jerri, então, perguntou a Jeff se poderia escolher mais uma dupla para se juntarem a eles e Jeff concordou. Jerri escolheu Sandra e seu tio. Diante das escolhas de Jerri, Russell ficou furioso por não ter sido levado na viagem. Durante a viagem, Jerri contou que estava receosa por não ter escolhido Russell e, por isso, ele querer se vingar dela. Parvati e Sandra disseram que ela não precisava se preocupar com possíveis retaliações de Russell, pois elas a protegeriam. No acampamento Yin Yang, Russell estava desolado por ter ficado para trás e fez um acordo com Colby e Rupert para juntos serem os três finalistas do jogo. O novo plano seria eliminar Parvati se ela não ganhasse o próximo desafio de imunidade. Durante a noite do dia 35, depois que as três mulheres retornaram da viagem de recompensa, Rupert irritou Jerri quando resolveu recolher e cortar lenha no meio da noite enquanto a tribo toda tentava dormir. Jerri furiosa queria que Rupert fosse o próximo eliminado. Os planos da nova aliança de Russell foram estragados quando Parvati ganhou nova imunidade individual. Sem a possibilidade de eliminar Parvati, Russell achou mais estratégico voltar para sua aliança original com as garotas e eliminar Rupert. Sandra, mais uma vez tentou contato com os heróis remanescentes na tentativa de enganar e eliminar Russell. Mas Rupert, ao invés de se aliar com Sandra, contou os planos dela para Russell. Russell irritado confrontou Sandra na frente de Parvati, questionando-a se ela estava com ele ou contra ele, ao qual Sandra replicou que estava contra ele. Sequencialmente, Sandra ironizou Rupert sobre ter revelado o plano dela para Rupert. O clima do acampamento mudou e Russell se enfureceu com Parvati e Sandra quando elas debocharam dele por ele ter confrontado Sandra, e irritado Russell resolveu eliminar Sandra no Conselho Tribal daquela noite. Durante o Conselho, a discussão entre Russell e Sandra foi levantada. Apesar de Sandra achar que não corria risco de ser eliminada, sentimentos contraditórios durante as conversas da noite a fizeram usar o Ídolo de Imunidade que ela mantinha em segredo. Dois votos contra Sandra não foram contados e Rupert foi eliminado por 4-0 votos.

### Episódio 14: Anything Could Happen
- Prova de Imunidade: Cada competidor deve equilibrar louças na ponta de um braço longo e instável, cada braço de madeira foi ajustado para altura de cada competidor tornando o desafio mais justo. Durante a prova Jeff vai, aos poucos, anunciando uma louça específica que o competidor deverá empilhar. Quanto mais pratos empilharem e quanto mais tempos os segurarem mais difícil será mantê-los estáveis. Se qualquer parte da pilha de louças cair o competidor estará fora do desafio. O vencedor da imunidade será o último competidor que permanecer na prova. Desafio de Survivor: China.
  -     - Vencedor da Imunidade:      Parvati

De volta ao acampamento após o Conselho Tribal, Russell estava irritado por Sandra ter usado um Ídolo de Imunidade e acusou Parvati e Sandra de estarem enganando-o por não revelarem que Sandra estava de posse de um Ídolo. A Prova de Imunidade foi vencida por Parvati que prevaleceu sobre Colby. Depois de retornarem do desafio, Colby, o herói remanescente, deu-se como vencido e falou para os vilões que gostaria de aproveitar seu último dia no jogo e que não faria movimentos para tentar permanecer. Entretanto, Colby fez sua tentativa final para tentar chegar à iminente final aproximando-se de Russell e tentando convencê-lo a votar em Sandra para, na próxima Prova por Imunidade, derrotarem e quebrarem a sequência de vitórias de Parvati. No Conselho Tribal, os remanescentes da tribo Villains votaram e eliminaram o último dos Heroes, mandando Colby para o Júri com 4-1 votos.
- Prova de Imunidade: Os competidores devem navegar, de olhos vendados, através de um labirinto, onde devem recolher quatro colares espalhados em diferentes estações e, após isso, seguir para a procura do Colar de Imunidade na saída do labirinto. Quem localizar o Colar de Imunidade, após ter pegado os outros quatro colares prévios ganha a última imunidade da competição. Desafio original de Survivor: The Australian Outback utilizado, também, em Survivor: The Amazon.
  -     - Vencedor da Imunidade:      Russell

Os quatro finalistas receberam o correio informando que eles fariam a tradicional jornada em honra à memória dos competidores eliminados antes deles e partiriam para disputar a Prova de Imunidade final.  O desafio foi bastante disputado entre Jerri, Parvati e Russell, com o vencedor sendo decidido por poucos centímetros e segundos. No final Russell ganhou a última imunidade do jogo. Após voltarem ao acampamento, Russell falou para Sandra que a levaria para o Conselho Tribal Final, pois sabia que conseguiria vencê-la facilmente. Parvati discordou da decisão de Russell e argumentou que Sandra conseguiria mais votos do que ele imaginava. No Conselho Tribal, Jerri foi eliminada com 3-1 votos e se tornou o último membro do júri.
Parvati, Russell e Sandra celebraram com o tradicional banquete do dia 39. Sandra, irritada com tudo que Russell fez com ela durante o jogo, atirou o chapéu dele no fogo, sem que ele soubesse. Os três finalistas queimaram o acampamento Yin Yang e partiram o Conselho Tribal Final. No Conselho Tribal Final, o Júri questionou e fez suas próprias leituras das estratégias dos três finalistas. Foi considerado o que cada um fez durante o jogo, suas lealdades e como jogaram a competição. Os membros do Júri deixaram claros seus desafetos contra Russell e Danielle ressaltou a falta de habilidade dele em conseguir votos na final; Parvati e Sandra usaram isso a seu favor para tentar conquistar votos. Parvati mencionou que usou Russell e o manteve como seu bichinho de estimação enquanto Sandra disse que tem tentado eliminar Russell desde o primeiro dia do jogo. No final, o Júri votou e Sandra prevaleceu sobre Parvati e Russell com uma votação de 6-3-0 votos, respectivamente, e desta forma conquistou seu segundo título de Única Sobrevivente (Sole Survivor).

## Histórico de Votação
|             | Tribos Originais | Tribos Originais    | Tribos Originais | Tribos Originais | Tribos Originais | Tribos Originais | Tribos Originais | Tribos Originais | Tribos Originais | Tribos Originais   | Tribo Pós-Fusão | Tribo Pós-Fusão  | Tribo Pós-Fusão   | Tribo Pós-Fusão    | Tribo Pós-Fusão  | Tribo Pós-Fusão | Tribo Pós-Fusão | Tribo Pós-Fusão   | Tribo Pós-Fusão   | Tribo Pós-Fusão  |       |
| ----------- | ---------------- | ------------------- | ---------------- | ---------------- | ---------------- | ---------------- | ---------------- | ---------------- | ---------------- | ------------------ | --------------- | ---------------- | ----------------- | ------------------ | ---------------- | --------------- | --------------- | ----------------- | ----------------- | ---------------- | ----- |
| Episódio #: | 1                | 2                   | 3                | 4                | 5                | 6                | 6                | 7                | 8                | 9                  | 10              | 11               | 12                | 12                 | 13               | 14              | 14              | Reunião           | Reunião           | Reunião          |       |
| Eliminado:  | Sugar 9/10 votos | Stephenie 6/9 votos | Randy 9/10 votos | Cirie 3/5 votos1 | Tom 5/7 votos    | Tyson 3/5 votos2 | James 5/6 votos  | Rob 4/8 votos    | Coach 4/7 votos  | Courtney 5/6 votos | J.T. 5/5 votos  | Amanda 6/9 votos | Candice 5/8 votos | Danielle 4/7 votos | Rupert 4/4 votos | Colby 4/5 votos | Jerri 3/4 votos | Russell 0/9 votos | Parvati 3/9 votos | Sandra 6/9 votos |       |
| Competidor  | Votos            | Votos               | Votos            | Votos            | Votos            | Votos            | Votos            | Votos            | Votos            | Votos              | Votos           | Votos            | Votos             | Votos              | Votos            | Votos           | Votos           | Votos             | Votos             | Votos            | Votos |
| Sandra      |                  |                     | Randy            |                  |                  | Russell          |                  | Russell          | Coach            | Courtney           | J.T.            | Amanda           | Candice           | Rupert             | Rupert           | Colby           | Jerri           | Voto do Júri      | Voto do Júri      | Voto do Júri     |       |
| Parvati     |                  |                     | Randy            |                  |                  | Tyson            |                  | Rob              | Coach            | Courtney           | J.T.            | Amanda           | Rupert            | Rupert             | Rupert           | Colby           | Jerri           | Voto do Júri      | Voto do Júri      | Voto do Júri     |       |
| Russell     |                  |                     | Randy            |                  |                  | Tyson            |                  | Rob              | Courtney         | Courtney           | J.T.            | Amanda           | Candice           | Danielle           | Rupert           | Colby           | Jerri           | Voto do Júri      | Voto do Júri      | Voto do Júri     |       |
| Jerri       |                  |                     | Randy            |                  |                  | Parvati          |                  | Rob              | Courtney         | Courtney           | J.T.            | Amanda           | Candice           | Danielle           | Rupert           | Colby           | Parvati         |                   | Parvati           |                  |       |
| Colby       | Sugar            | Amanda              |                  | Cirie            | James            |                  | James            |                  |                  |                    | Jerri           | Parvati          | Candice           | Danielle           | Sandra           | Sandra          |                 |                   |                   | Sandra           |       |
| Rupert      | Sugar            | Stephenie           |                  | Colby            | Tom              |                  | James            |                  |                  |                    | Jerri           | Parvati          | Candice           | Danielle           | Sandra           |                 |                 |                   | Sandra            |                  |       |
| Danielle    |                  |                     | Randy            |                  |                  | Tyson            |                  | Rob              | Coach            | Courtney           | J.T.            | Amanda           | Rupert            | Rupert             |                  |                 | Parvati         |                   |                   |                  |       |
| Candice     | Sugar            | Stephenie           |                  | Tom              | Tom              |                  | James            |                  |                  |                    | Jerri           | Amanda           | Rupert            |                    |                  |                 | Sandra          |                   |                   |                  |       |
| Amanda      | Sugar            | Stephenie           |                  | Tom              | Tom              |                  | James            |                  |                  |                    | Jerri           | Parvati          |                   |                    |                  | Sandra          |                 |                   |                   |                  |       |
| J.T.        | Sugar            | Stephenie           |                  | Cirie            | Tom              |                  | James            |                  |                  |                    | Jerri           |                  |                   |                    | Sandra           |                 |                 |                   |                   |                  |       |
| Courtney    |                  |                     | Randy            |                  |                  | Parvati          |                  | Russell          | Coach            | Jerri              |                 |                  |                   | Sandra             |                  |                 |                 |                   |                   |                  |       |
| Coach       |                  |                     | Randy            |                  |                  | Parvati          |                  | Courtney         | Courtney         |                    |                 | Parvati          |                   |                    |                  |                 |                 |                   |                   |                  |       |
| Rob         |                  |                     | Randy            |                  |                  | Russell          |                  | Russell          |                  |                    |                 |                  |                   |                    |                  |                 |                 |                   |                   |                  |       |
| James       | Sugar            | Stephenie           |                  | Colby            | Tom              |                  | Colby            |                  |                  |                    |                 |                  |                   |                    |                  |                 |                 |                   |                   |                  |       |
| Tyson       |                  |                     | Randy            |                  |                  | Parvati          |                  |                  |                  |                    |                 |                  |                   |                    |                  |                 |                 |                   |                   |                  |       |
| Tom         | Sugar            | Amanda              |                  | Cirie            | James            |                  |                  |                  |                  |                    |                 |                  |                   |                    |                  |                 |                 |                   |                   |                  |       |
| Cirie       | Sugar            | Stephenie           |                  | Tom              |                  |                  |                  |                  |                  |                    |                 |                  |                   |                    |                  |                 |                 |                   |                   |                  |       |
| Randy       |                  |                     | Rob              |                  |                  |                  |                  |                  |                  |                    |                 |                  |                   |                    |                  |                 |                 |                   |                   |                  |       |
| Stephenie   | Sugar            | Amanda              |                  |                  |                  |                  |                  |                  |                  |                    |                 |                  |                   |                    |                  |                 |                 |                   |                   |                  |       |
| Sugar       | Amanda           |                     |                  |                  |                  |                  |                  |                  |                  |                    |                 |                  |                   |                    |                  |                 |                 |                   |                   |                  |       |